# Catumiri parvum
Catumiri parvum là một loài nhện trong họ Theraphosidae và thuộc chi Catumiri parvum. Loài nhện này có ở Uruguay và Brasil.